# Monnina parvifolia
Monnina parvifolia är en jungfrulinsväxtart som beskrevs av R. Ferreyra. Monnina parvifolia ingår i släktet Monnina och familjen jungfrulinsväxter. Inga underarter finns listade i Catalogue of Life.